# 皮埃尔-艾蒂安·弗朗丹
皮埃尔-艾蒂安·弗朗丹（法語：Pierre Étienne Flandin，法語發音：[pjɛʁ etjɛn flɑ̃dɛ̃];1889年4月12日—1958年6月13日），法国第三共和国保守政客。民主共和党联盟(ARD)的领袖和法国总理(1934年11月8日到1935年5月31日)。

## 生平
弗朗丹是一名富有的参议员之子，当过律师，与主要的工业和金融集团关系密切。1914—1940年弗朗丹任众议员，并担任过几任内阁部长。1934年11月至1935年5月任总理。1936年3月德国侵入莱茵兰时，弗朗丹任外交部长。他建议运用法国武装力量，但只有少数部长支持他的意见。此后，他认为德国必然统治欧洲，法国不得不受这一不可避免的命运。维希政府成立后，他与一些较为温和的附敌分子交往，出任外交部长兼副总理，但仅任职至1941年2月，就为海军上将弗朗索瓦·达尔朗所代替。
法国解放后，1946年7月26日最高法院宣布不对他处以叛国罪论处，但以“丧失民族气节”判刑5年。由于他对抵抗运动做过一些贡献，而免于服刑。

## 弗朗丹政府, 1934年11月8日- 1935年6月1日
- 皮埃尔-艾蒂安·弗朗丹 – 部长会议主席
- 乔治·佩尔诺（Georges Pernot）– 副主席兼司法部长
- 皮埃尔·赖伐尔 – 外交部长
- 路易·莫兰（Louis Maurin）– 陆军部长
- 马塞尔·雷尼耶（Marcel Régnier）– 内政部长
- 路易·热尔曼-马丁（Louis Germain-Martin）– 财政部长
- 保罗·雅基耶（Paul Jacquier）– 劳工部长
- 弗朗索瓦·佩特里（François Piétri）– 海军部长
- 威廉·贝特朗（William Bertrand）– 商船部长
- 维克多·德南（Victor Denain）– 空军部长
- 安德烈·马拉梅（André Mallarmé）– 国家教育部长
- 乔治·里沃莱（Georges Rivollet）– 养老金部长
- 埃米勒·卡塞（Émile Casset）– 农业部长
- 路易·罗兰（Louis Rollin）– 殖民地部长
- 亨利·鲁瓦（Henry Roy）– 公共工程部长
- 亨利·克耶 – 卫生和物理教育部长
- 乔治·芒代尔 – 邮政、电报和电话部长
- 保罗·马尔尚多（Paul Marchandeau）– 工商部长
- 爱德华·赫里欧 – 国务部长
- 路易·马兰（Louis Marin）– 国务部长